# Smilax setiramula
Smilax setiramula är en enhjärtbladig växtart som beskrevs av Fa Tsuan Wang och Tang. Smilax setiramula ingår i släktet Smilax och familjen Smilacaceae. Inga underarter finns listade.